# 김해임호고등학교
김해임호고등학교(金海林虎高等學校)는 대한민국 경상남도 김해시 외동에 있는 공립 고등학교이다.

## 학교 연혁
- 2009년 7월 3일 : 김해임호고등학교 24학급 인가
- 2012년 3월 1일 : 초대 정종복 교장 취임
- 2012년 3월 1일 : 김해임호고등학교 개교
- 2012년 3월 5일 : 입학식 (10학급 357명)
- 2016년 3월 1일 : 자율학교 지정(2016.03.01.~2019.02.28.)
- 2022년 9월 1일 : 제5대 강은경 교장 취임
- 2023년 2월 10일 : 제9회 졸업장 수여식(168명, 총 1,870명 졸업)
- 2023년 3월 2일 : 제12회 입학식(5학급 140명)

## 참고 자료
- 김해임호고등학교 - 한국교육학술정보원 학교알리미